# Expeditie Robinson 2002
Expeditie Robinson 2002 is het 3e seizoen van Expeditie Robinson.

## Synopsis
Voor het eerst werden de teams niet meer willekeurig verdeeld, maar ingedeeld naar geslacht: mannen tegen vrouwen. Al na drie eilandraden werden de teams echter opnieuw ingedeeld. De laatste Eilandraad werd weliswaar opgenomen op het eiland, maar de uitslag werd pas in de studio bekendgemaakt. Derek (Nederland), won van Olivier (België) met 5-4.

## Kandidaten
| Deelnemer             | Leeftijd | Woonplaats     | Beroep                           | Plaats                                    |
| --------------------- | -------- | -------------- | -------------------------------- | ----------------------------------------- |
| Derek Blok            | 41       | Amsterdam      | musicalzanger en -acteur         | finalist, winnaar € 50.000                |
| Olivier Glorieux      | 28       | Wemmel         | pr-medewerker platenmaatschappij | finalist, tweede                          |
| Kristina Arquin       | 27       | Antwerpen      | airhostess                       | afgevallen, derde                         |
| Loes Vincke           | 34       | Kortrijk       | verpleegkundige                  | weggestemd, vierde                        |
| Luc Smeets            | 40       | Neerpelt       | directeur                        | weggestemd, vijfde                        |
| Deborah van Hattem    | 23       | Utrecht        | grondstewardess                  | weggestemd, zesde                         |
| Lydia Guiso           | 19       | Opglabbeek     | student                          | weggestemd, zevende                       |
| Jakobien Huisman      | 31       | Antwerpen      | journalist                       | weggestemd, achtste                       |
| Mark Meester          | 32       | Nieuw-Vennep   | accountmanager                   | weggestemd, negende                       |
| Nolleke Bekkering     | 46       | Amsterdam      | vestigingsmanager                | weggestemd, tiende                        |
| Keo Freysen           | 24       | Borsbeek       | verpleegkundige                  | vertrokken (maagdarminfectie), elfde      |
| Raymond de Grave      | 42       | Son en Breugel | monteur                          | vertrokken (fysieke uitputting), twaalfde |
| Walter De Smedt       | 36       | Wilrijk        | directeur                        | weggestemd, dertiende                     |
| Annelies Martens      | 24       | Sint-Niklaas   | student                          | weggestemd, veertiende                    |
| Meintje van den Brand | 30       | Uden           | productmanager                   | weggestemd, vijftiende                    |
| Danny Giles           | 19       | Amsterdam      | student                          | weggestemd, zestiende                     |